# Río Psebe
El río Psebe (en adigué y en ruso: Псебе) es un río del krai de Krasnodar, en el Cáucaso Occidental, en el sur de Rusia, afluente del río Nechepsujo. Discurre completamente por el raión de Tuapsé. 

## Curso
Nace en las vertientes occidentales del monte Fashe (813 m), al este de Psebe. En su curso alto discurre en dirección oeste, en el medio en dirección suroeste y hacia el sur en el bajo. Tiene 24 km de longitud y 100 km² de cuenca. Atraviesa las localidades de Psebe y Novomijáilovski, donde desemboca en el Nechepsujo poco antes de que llegue al mar Negro. 

## Historia
Junto a su desembocadura se hallan las ruinas de la antigua ciudad circasiana de Nikopsía.